# Arhythmorhynchus plicatus
Arhythmorhynchus plicatus är en hakmaskart som först beskrevs av Otto Friedrich Bernhard von Linstow 1883.  Arhythmorhynchus plicatus ingår i släktet Arhythmorhynchus och familjen Polymorphidae. Inga underarter finns listade i Catalogue of Life.